# Hupikék törpikék (film, 1984)
A Hupikék törpikék (eredeti cím angolul: Here Are the Smurfs, franciául: V'la les Schtroumpfs) 1984-ben bemutatott belga-amerikai rajzfilm, amely a Hupikék törpikék című animációs tévéfilmsorozat alapján készült. A forgatókönyvet Peyo és Yvan Delporte írta, William Hanna, Joseph Barbera, Ray Patterson és Gerard Baldwin rendezte, a zenéjét Hoyt Curtin szerezte. A Hanna-Barbera készítette és forgalmazta.
Amerikában 1984. március 28-án, Magyarországon 1987. december 3-án mutatták be a mozikban.

## Szereplők
| Szereplő    | Eredeti hang (archívumban) | Magyar hang                                         |
| ----------- | -------------------------- | --------------------------------------------------- |
| Törpapa     | Don Messick                | Sinkovits Imre                                      |
| Sziamiaú    | Don Messick                | Harsányi Gábor                                      |
| Ábrándos    | Don Messick                | Rudolf Péter                                        |
| Hókuszpók   | Paul Winchell              | Haumann Péter                                       |
| Törpilla    | Lucille Bliss              | Málnai Zsuzsa                                       |
| Okoska      | Danny Goldman              | Cseke Péter                                         |
| Ügyifogyi   | William Callaway           | Gyabronka József                                    |
| Törpingálló | William Callaway           | Böröndi Tamás                                       |
| Törperős    | Frank Welker               | Versényi László (1. hang) Bata János (2. hang)      |
| Költörp     | Frank Welker               | Varanyi Lajos                                       |
| Hami        | Hamilton Camp              | Józsa Imre                                          |
| Nótata      | Hamilton Camp              | Tahi József                                         |
| Ügyi        | Michael Bell               | Szolnoki Tibor                                      |
| Dulifuli    | Michael Bell               | Gruber Hugó                                         |
| Lusti       | Michael Bell               | Pathó István                                        |
| Törpojáca   | Alan Oppenheimer           | Balázs Péter                                        |
| Tréfi       | June Foray                 | Szerednyey Béla (normális) Balázs Péter (100. törp) |
| Tavaszanyó  | June Foray                 | Győri Ilona                                         |
| Baltazár    | Keene Curtis               | Farkas Antal                                        |

## Összeállítások
A film összeállításában, a televíziós rajzfilmsorozat 4 és 1 bónusz részét tartalmaz.
- A törpsegéd (The Smurf's Apprentice)
- Pilótörp (The Astrosmurf)
- A századik törp (The Hundredth Smurf)
- Törpfónia c-dúrban (Smurphony in 'C')
- Hupikék törpikék tavaszi különkiadása (The Smurfs' Springtime Special)